# Twizzlers

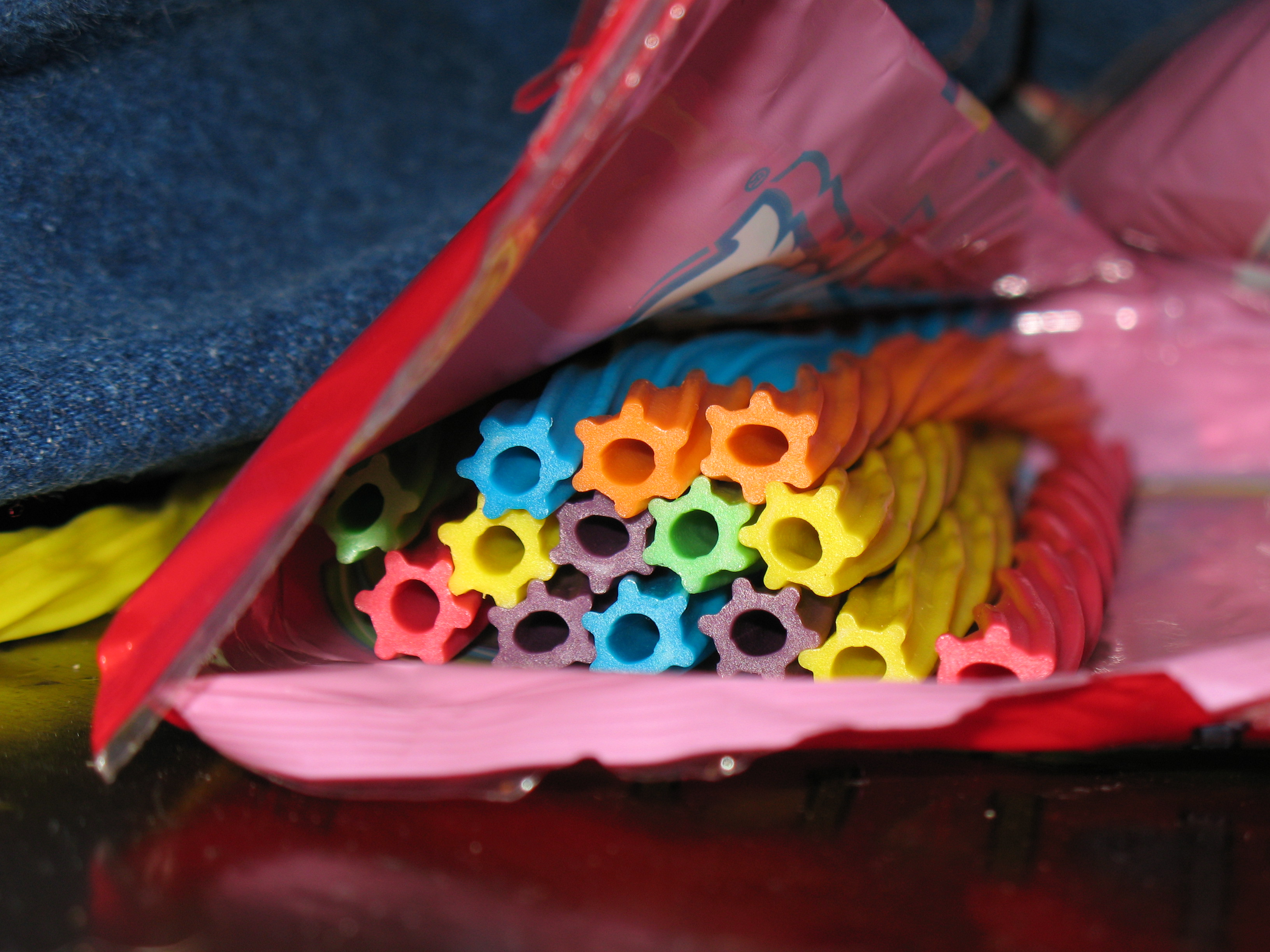
Twizzlers (sabor arco iris).

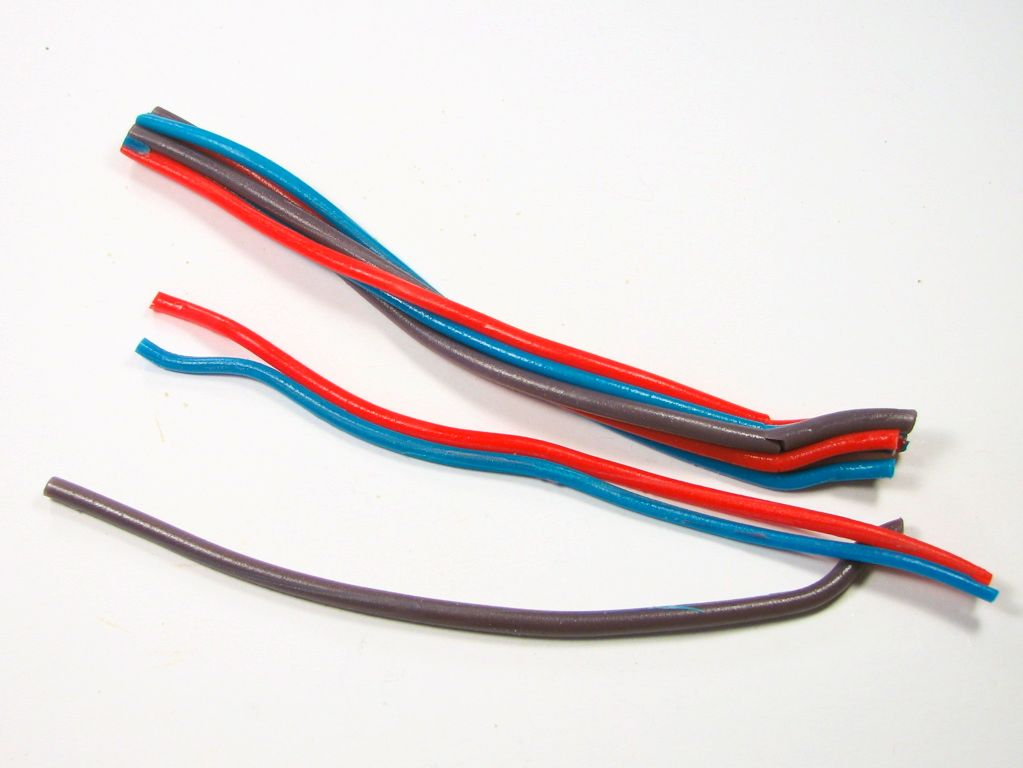
Twizzlers (sabor bayas).

Twizzlers es una marca popular de caramelos con sabor a fruta en los Estados Unidos y en Canadá (muchas veces llamado caramelo de orozuz o regaliz). Son un producto de Y&S Candies, Inc., de Lancaster, Pensilvania, ahora subsidiario de The Hershey Company.
Desde 1999, los Twizzlers han sido fabricados en Memphis, Tennessee, en una planta de Y & S, que también hace goma de mascar y otros dulces. Desde 1970 hasta 1999, fue fabricada previamente en una planta en Farmington, Nuevo México, pero se trasladó la operación a Memphis debido a los crecientes costos de transporte. Y & S Candies, las manufacturas de dulces Twizzlers, es una de las compañías confiteras más antiguas en los Estados Unidos. La compañía fue establecida en 1845 como Young and Smylie, y aprobó Y & S como su marca registrada en 1870. National Licorice Company fue creada en 1902 mediante la fusión de tres pequeñas empresas: Young & Smylie, SV Y F.P. Schudder y H.W. Petherbridge. La compañía cambió su nombre por el de Y & S candies Inc. en 1968 y fue adquirida por Hershey Foods en 1977.

## Historia
Y&S Candies fue fundada en 1845, más conocida como Young and Smylie. Establecida la marca registrada en 1870. En 1902, tres pequeñas empresas (S.V. & F.P. Schudder, H.W. Petherbridge, and Young & Smylie) emergieron para formar la "Compañía Nacional de Orozuz" ("National Licorice Company"). En 1968, la compañía dejó la "Compañía Nacional de Orozuz" acaudalado a favor del nombre en curso. En 1977, la compañía fue adquirida por Hershey Foods, que llegó a ser The Hershey Company en 2005.

### Línea de tiempo
- 1845 - Young and Smylie, empresa confitera, es establecida.
- 1870 - Y&S es adoptada como la marca registrada de la compañía.
- 1902 - National Licorice Company se estableció con la fusión de Young and Smylie, S.V. & F.P. Schudder y H.W. Petherbridge.
- 1968 - National Licorice Company es renombrada Y&S Candies, Inc.
- 1977 - Hershey's Foods adquiere Y&S Candies, Inc.
- 1997 - Hershey's introduce caramelos twizzlers "Pull-n-Peel".
- 2004 - Hershey's introduce caramelos twizzlers "Twerpz".
- 2009 - Hershey's introduce caramelos twizzlers "Sweet & Sour Filled Twists".

## Sabores y variedades
Mientras tanto el sabor original que fue introducido en 1945 fue regaliz. Desde 1990 la compañía empezó a producir Twizzlers en sabores fresa, chocolate, cereza y sandía, y una variedad de formas y tamaños. También produjeron un tipo popular de caramelos llamados nibs. En adición para sus Twists, Bites, y Nibs de varios tamaños, Y&S introdujo Pull 'n' Peel en 1994, y ambos Twerpz y Strawz en 2004. Los sabores introducidos en 2006 de edición limitada fueron de cherry-cola y "arco iris" (una variedad de frutas que consisten en fresa, naranja, limonada, sandía, arándano y uva). Hoy en día el sabor "arco iris" se vende en tiendas y cinemas. La compañía también manufactura una variedad especial de 60 cm. Todos los productos Twizzler son con certificación kosher por la Unión Ortodoxa.

## Otra información
De acuerdo al Libro Guinness de récords mundiales, el Twizzler más largo hecho midió excactamente 470 metros y pesó 50 kg. Este récord rompió la marca el 19 de julio de 1998. Este "twist" se hizo en la Y&S Candy Plant de Lancaster, Pennsylvania.
Twizzlers no contiene gelatina animal u otros productos animales, y es aprobado por PETA como confección vegana comestible.